# Décès en mars 1931
Décès
- 1927
- 1928
- 1929
- 1930
- 1931
- 1932
- 1933
- 1934
- 1935

Pour une information complémentaire, voir la page d'aide.

| Date   | Nom       | Pays                   | Activités                                               | Âge | Source |
| ------ | --------- | ---------------------- | ------------------------------------------------------- | --- | ------ |
| 7 mars | Lupu Pick | Drapeau de l'Allemagne | Acteur, réalisateur, scénariste et producteur allemand. | 45  |        |